# Hypercompe ecpantherioides
Hypercompe ecpantherioides là một loài bướm đêm thuộc phân họ Arctiinae, họ Erebidae.